# Hipomedont d'Esparta
Hipomedont (grec antic: Ἱππομέδων, llatí: Hippomedon) fou un príncep espartà, fill d'Agesilau (oncle d'Agis IV).
Era més gran que el seu cosí Agis segons diu Plutarc, i es va destacar en diverses accions armades. Va donar suport a Agis en les seves reformes i va influir en Agesilau perquè recolzés el rei. Però durant l'expedició d'Agis a Corint per donar suport a Arat de Sició, Agesilau, el pare d'Hipomedont, que només cercava avantatges per a ell, va dur a terme una administració del país que va ser rebutjada pel poble, i els exiliats van cridar Leònides II i obligaren Agesilau a fugir de la ciutat. Hipomedont el va acompanyar tot i que no havia participat en la seva gestió impopular.
Posteriorment apareix al servei del rei Ptolemeu III Evèrgetes I, com a governador de les ciutats tràcies que depenien d'Egipte. Polibi informa que encara era viu a la mort de Cleòmenes III el 220 aC quan la corona li corresponia a ell o a algun dels seus dos nets, els fills d'Arquidam V, que s'havia casat amb una filla d'Hipomedó. Però no es van reconèixer els seus drets i un personatge de fora de les famílies reials, Licurg, va assolir la corona.